# اللغة السرائيكية
اللغة السرائيكية أو سَرائيكي، أو مُلتاني، لغة هندية آرية محكية من قبل قومية السرائيكي في باكستان. تكتب بالأبجدية الأردية مع زيادة أربعة أحرف: ٻ، ڄ، ڳ، ݙ، ݨ.